# Aufnäher

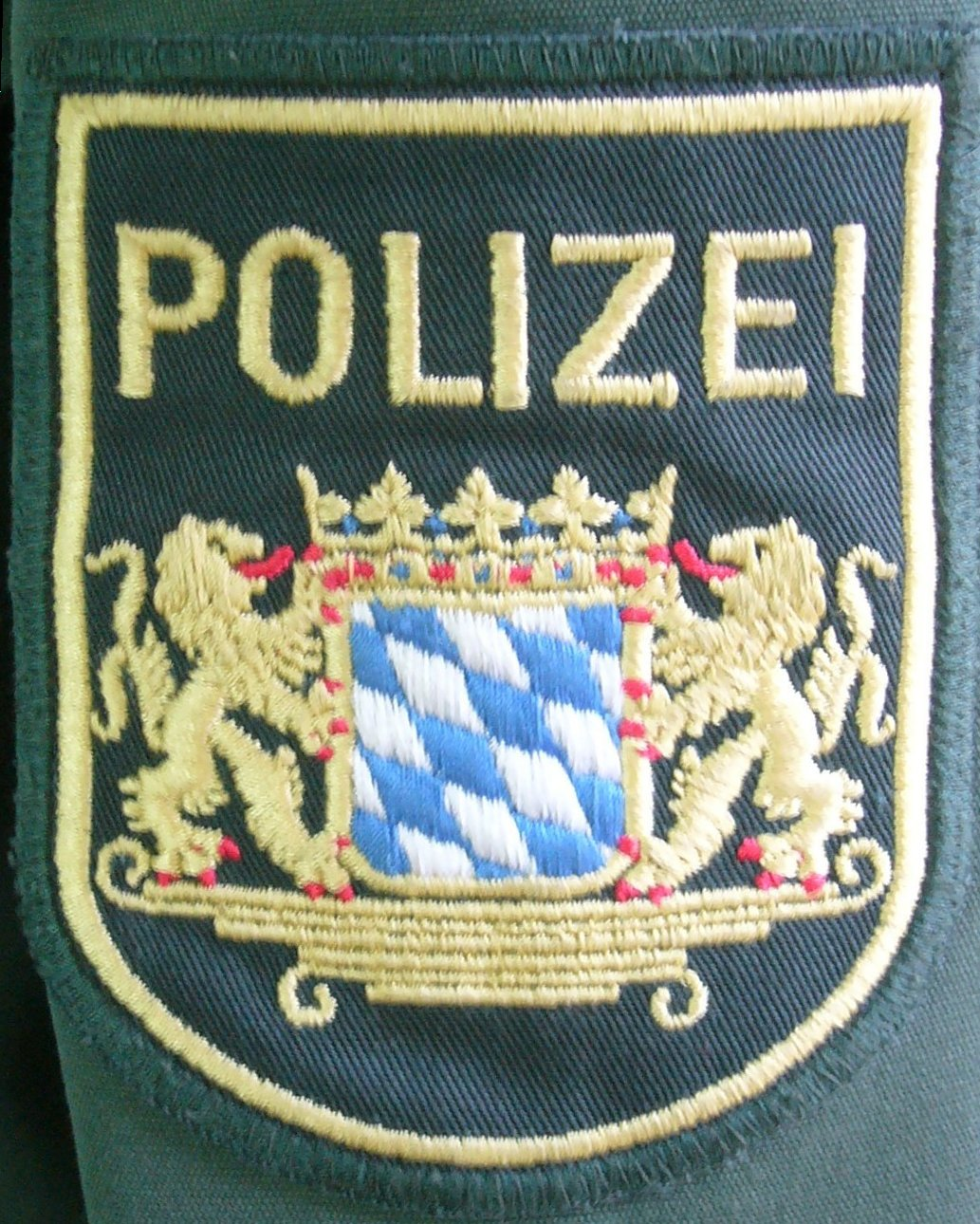
Aufgenähtes Ärmelabzeichen an einer Uniform

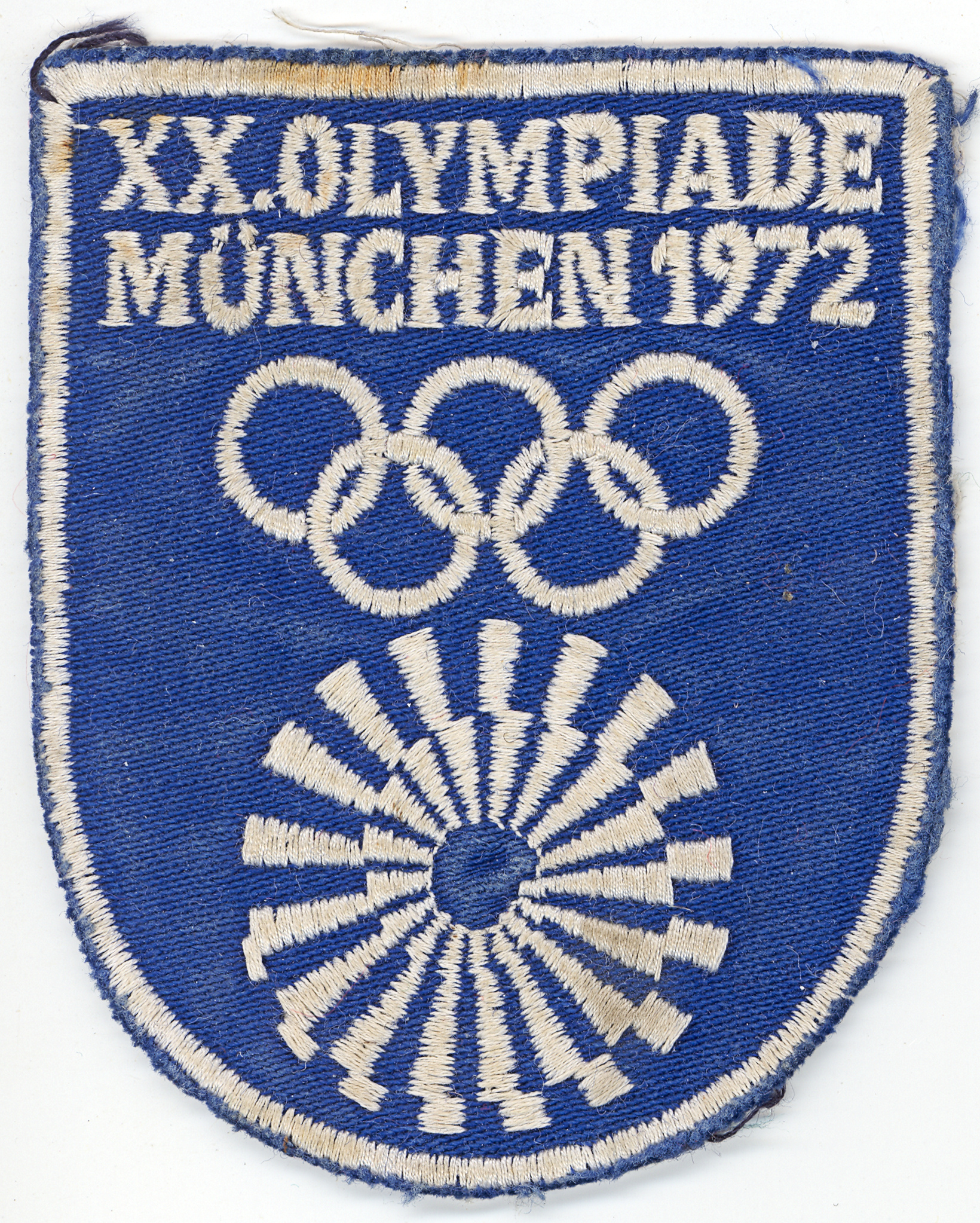
Aufnäher zur XX. Olympiade1972

Aufnäher (englisch patch „Flicken“) sind gewobene, bestickte oder bedruckte textile Abzeichen, die je nach Organisation, sozialer Gruppe und/oder persönlicher Vorliebe unterschiedliche Bedeutungen haben können. An Uniformen werden sie als Zeichen der Gruppenzuordnung und der Rangordnungsinformation meist als Ärmelabzeichen getragen.

## Verbreitung von Aufnähern
Aufnäher haben eine lange Tradition; seit Jahrhunderten sind sie beispielsweise eine einfache Möglichkeit, vornehmlich dienstliche Rangordnungen mehr oder weniger formalisiert optisch darzustellen.
Nach dem Zweiten Weltkrieg wurden zum Beispiel im Rahmen der Protestbewegungen die üblicherweise zur dienstlichen Kennzeichnung verwendeten Aufnäher in anderer Form auch für andere Darstellungen verwendet und drückten somit eine politische Haltung aus. In ihrer heutigen Verbreitungsform wurden Aufnäher erstmals Ende der 1970er und Anfang der 1980er bekannt.
Aufnäher Schwerter zu Pflugscharen (das Original hier auf LeMO)

Link zum Bild

Eine große Symbolkraft erhielt Anfang der 1980er in der DDR im Rahmen der Friedensbewegung der Aufnäher Schwerter zu Pflugscharen unter den oppositionellen Jugendlichen. Einerseits protestierten die häufig aus der intellektuellen Blueser- oder Kundenszene stammenden Jugendlichen gegen die damalige atomare Aufrüstung (NATO-Doppelbeschluss), andererseits aber vor allem – und das war das Ausschlaggebende – gegen das folgende Aufrüstungsprogramm im eigenen System. Der Aufnäher  wurde spontan öffentlich auf der Straßenkleidung, wie Jeansjacken und Parka, getragen und dokumentierte den Friedenswunsch der Jugendlichen. Aufgrund der Kritik gegen die Atomwaffen im eigenen Land wurden diejenigen Jugendlichen, die den Aufnäher nicht entfernten, mit massiven Repressionen bedacht, wie Entlassung aus Hochschulen und Erweiterten Oberschulen (Abitur), Nichtzulassung zum Abitur, Strafversetzung aus Betrieben etc.
Auch bei den westdeutschen Grünen im Bundestag war dieses Symbol populär. So trug z. B. die Bundestagsabgeordnete Petra Kelly im Oktober 1983 zu einem Empfang bei Staatschef Erich Honecker einen Pullover mit dem Aufdruck Schwerter zu Pflugscharen und fragte ihn, warum er in der DDR verbiete, was er im Westen unterstütze.
Die größte Verbreitung von Aufnähern fand in der Bay-Area-Thrash-Zeit (von 1983 bis 1989) statt. So werden anlässlich besonderer Ereignisse (z. B. Jubiläum eines Motorradclubs, Festival usw.) an das Ereignis angepasste Aufnäher an die Besucher verkauft und stellen für diese dann ein dauerhaftes Erinnerungsstück dar. Es gibt auch Aufnäher, die allgemein die Zugehörigkeit oder Freundschaft zu einem Club symbolisieren.
Bei Uniformen sind sie Träger der Gruppenzuordnung und der Rangordnungsinformation, in der Metal-Szene werden Aufnäher auf Jeanskutten und Rucksäcken getragen, in der Punk-Szene zieren sie Jacken, Hosen, sonstige Kleidungsstücke und Rucksäcke. Als Aufnäher-Motive sind vorwiegend Schallplattencover, Bandfotos oder -logos und diverse Parolen zu finden. In der Rockerszene prägen Aufnäher die Kutten der Motorradfahrer. Kutten mit Aufnähern sind auch unter Fußballfans verbreitet.
Inzwischen können individuelle Aufnäher gefertigt werden. Diese werden als Custom Patches bezeichnet. Besonders beliebt sind dabei Aufnäher mit Motiven von Bands, die selbst keine Patches besitzen oder vertreiben.

## Äußerliche Unterschiede
Aufnäher gibt es in den verschiedensten Ausführungen: von einfachen quadratischen, über runde, ovale, bis hin zu umriss- und schemenhaften Formen. Besonders große Aufnäher, die hinten im zentralen Bereich der Kutte oder Jacke ihren Platz finden und diesen größtenteils abdecken, werden als Backpatches bezeichnet.
Man unterscheidet hierbei vor allem zwei Arten von Patches: bedruckte und bestickte Patches.

Nationale und internationale Aufnäher – behördlich und privat
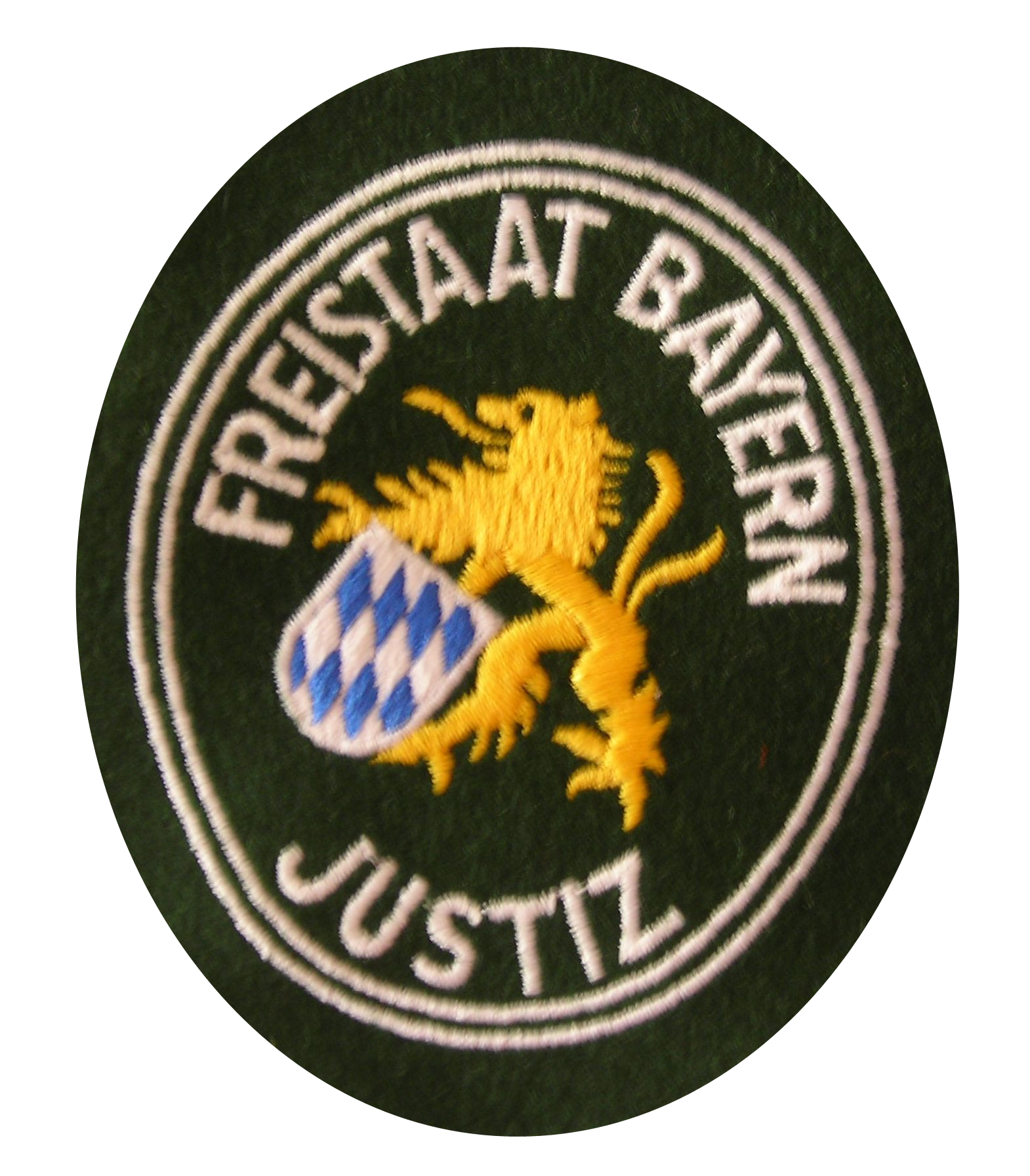
Ärmelabzeichen für die Uniform der Justizvollzugsbeamten in Bayern
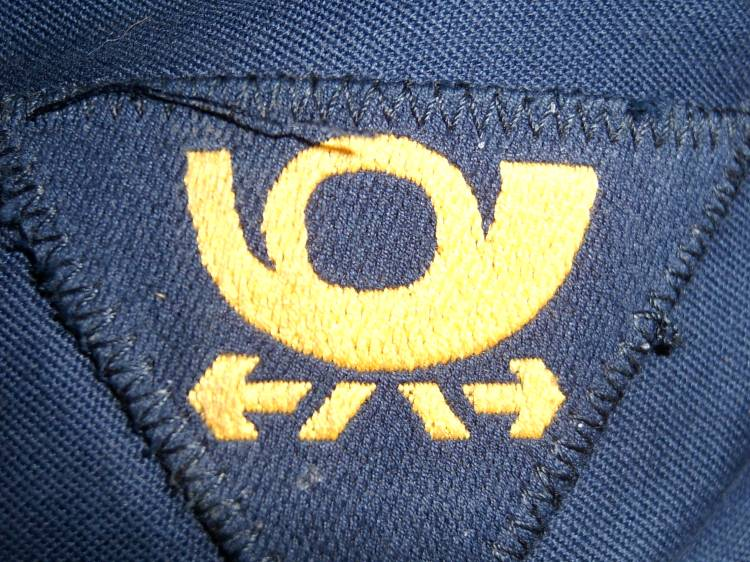
Aufnäher der Deutschen Bundespost
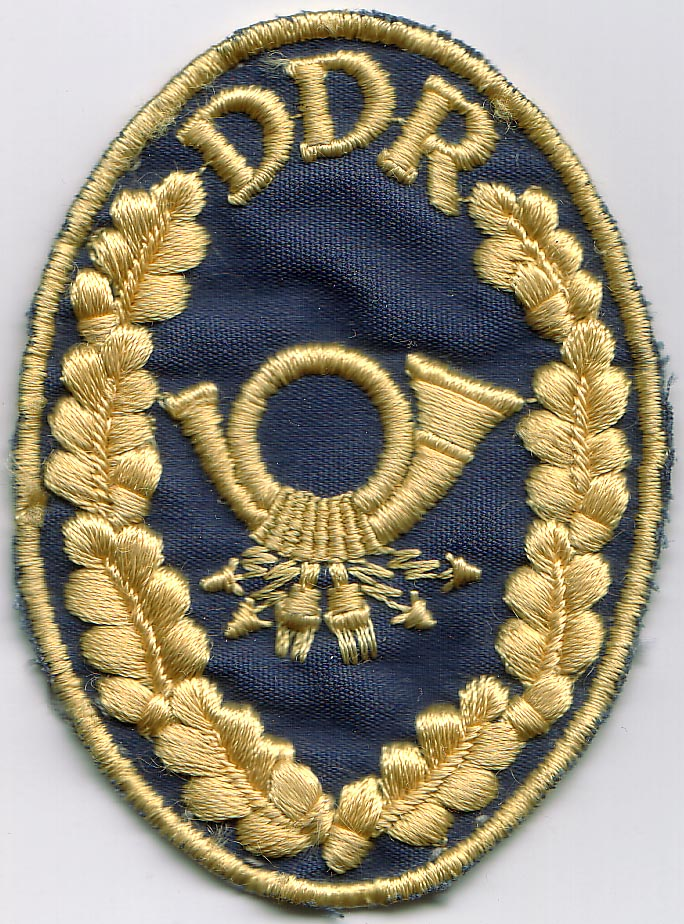
Aufnäher der Deutschen Post der DDR
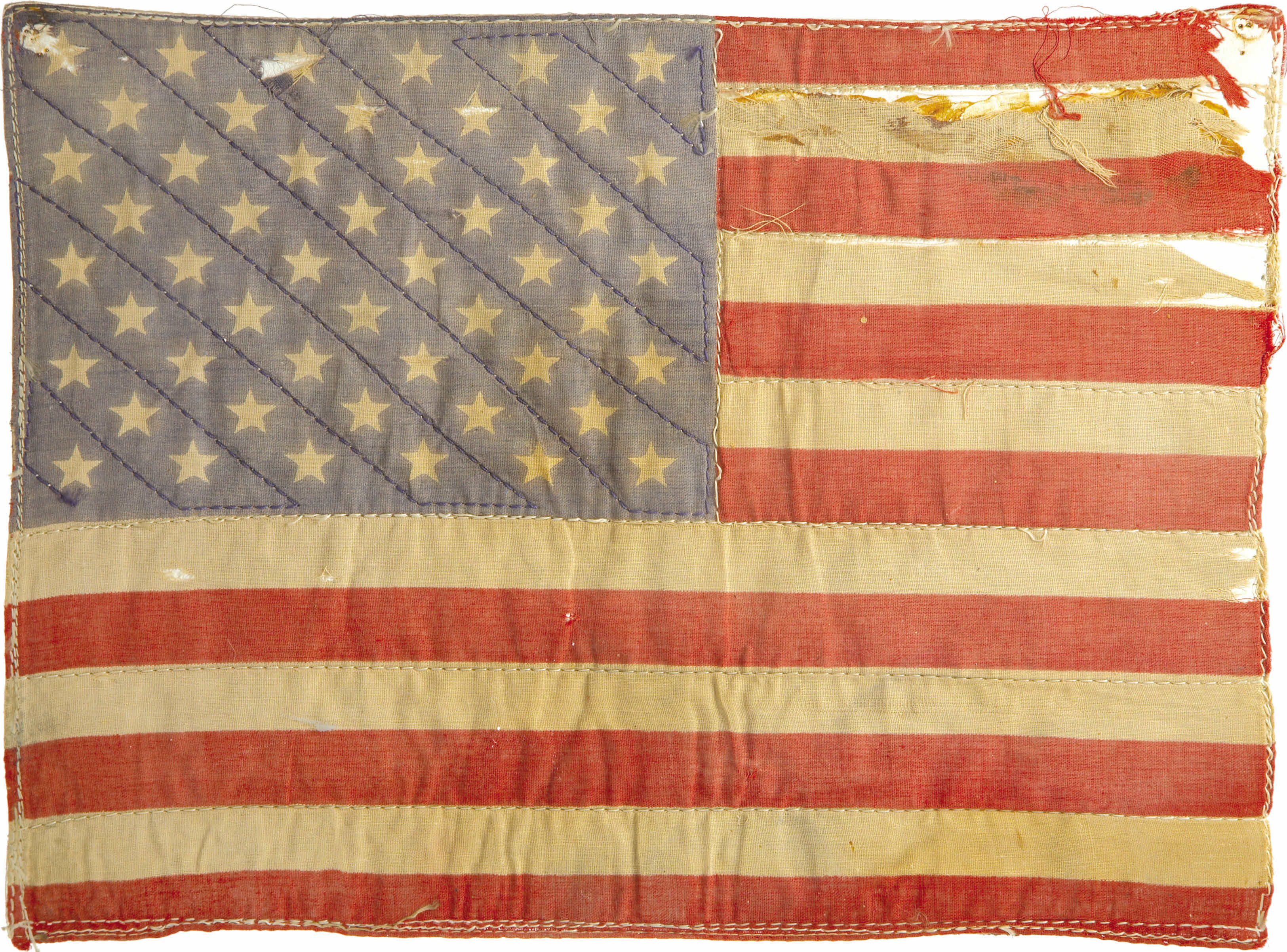
Aufnäher von Peter Fondas Lederjacke aus dem Film Easy Rider (1969)
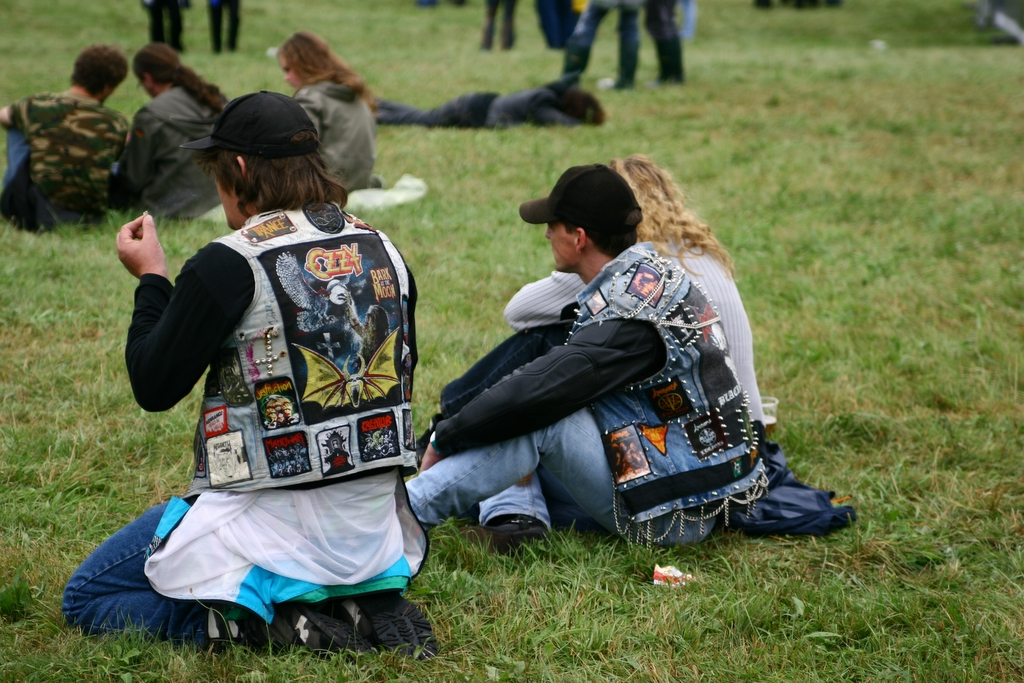
Metal-Fans
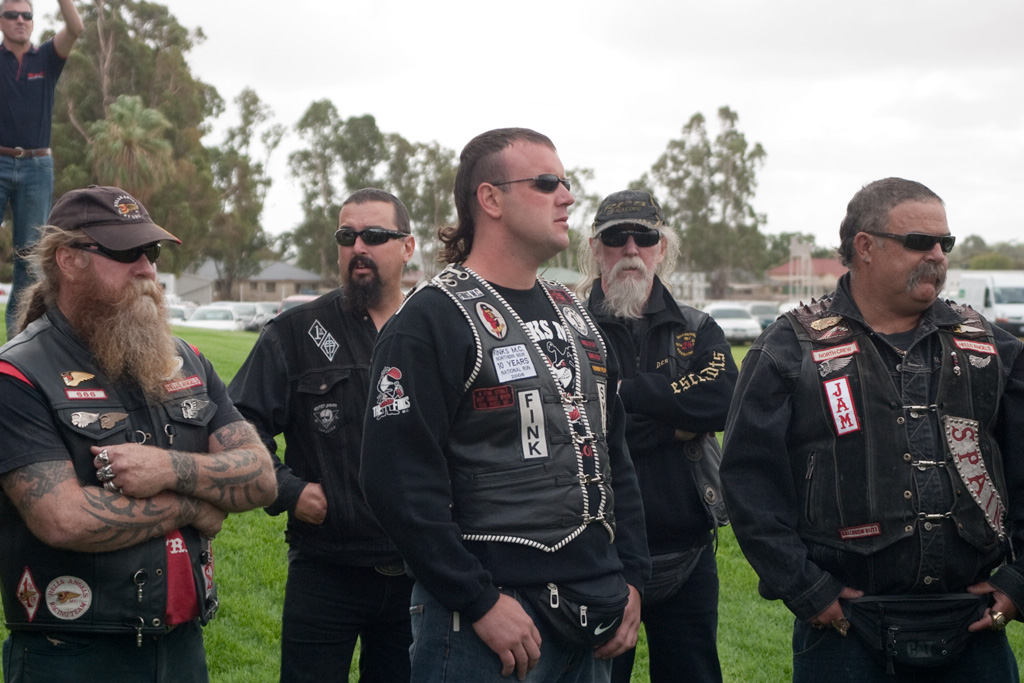
Rocker mit Lederkutten von vorne
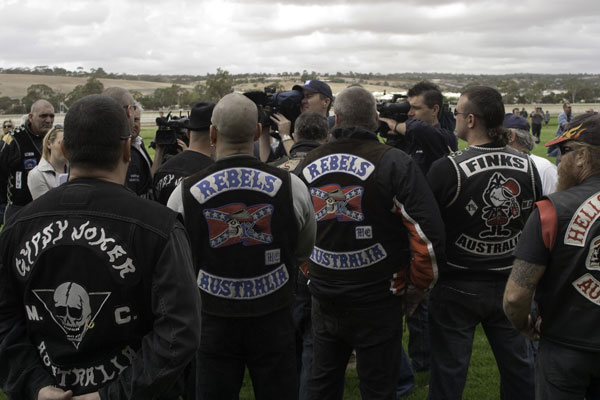
Kutten tragende Rocker von hinten
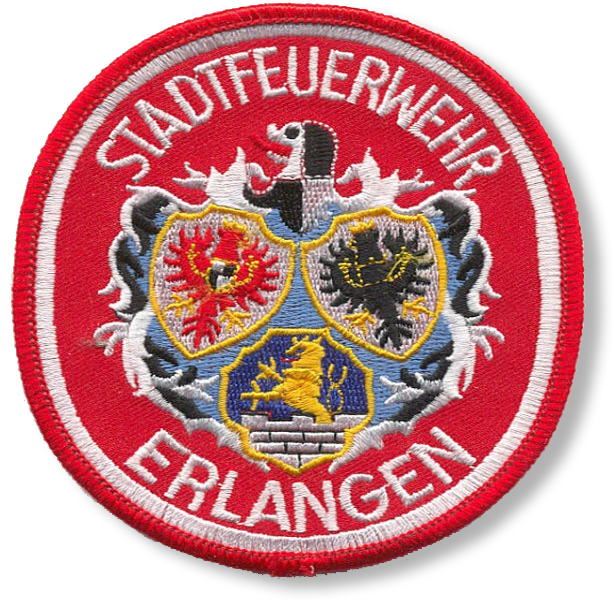
Aufnäher der Feuerwehr Erlangen